# .pn
.pn je internetová národní doména nejvyššího řádu pro Pitcairnovy ostrovy.